# 斯拉夫進行曲

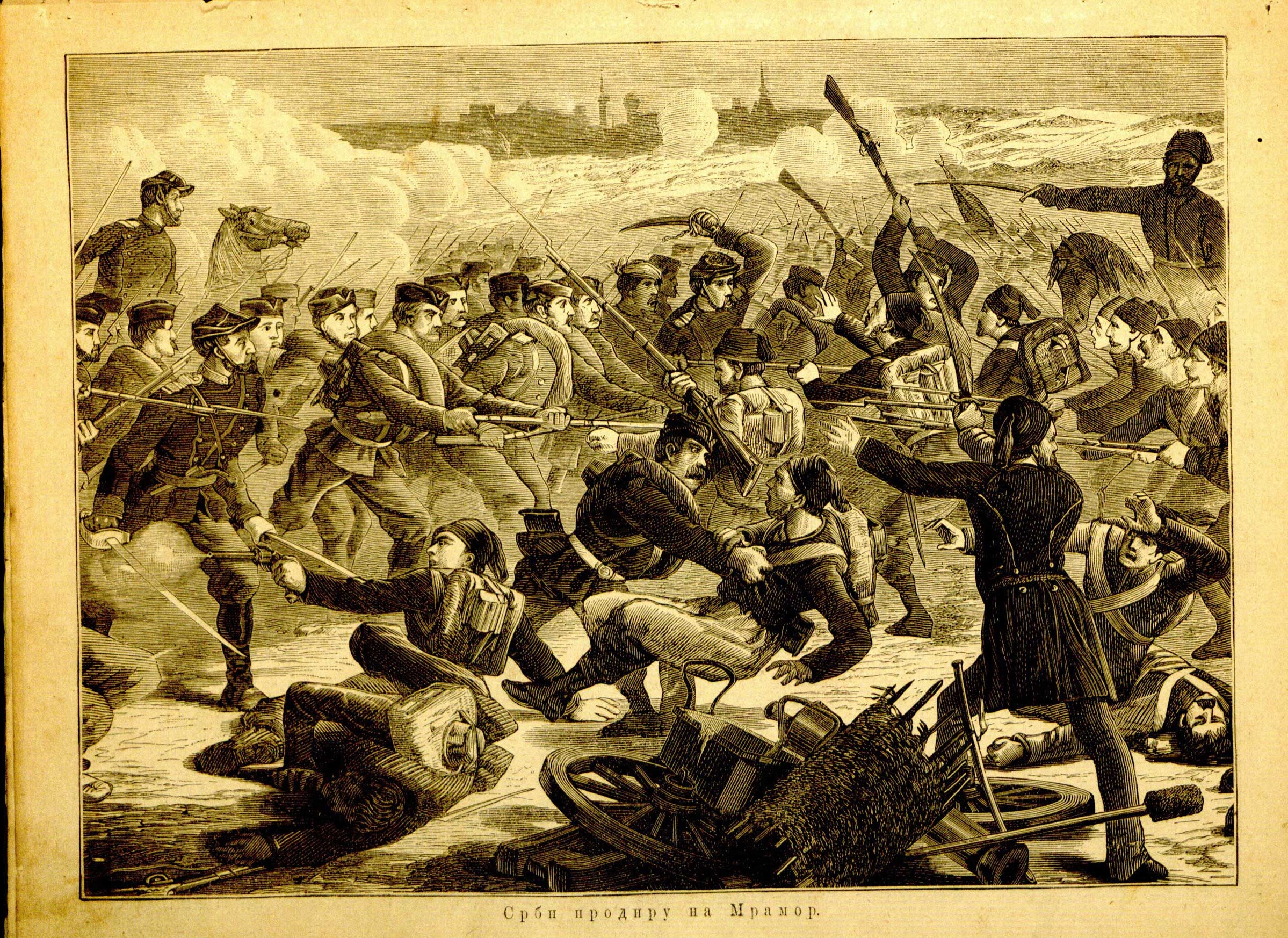
塞尔维亚士兵在姆拉莫爾 (尼什)攻击奥斯曼军队（1877年插图）

《斯拉夫進行曲》（Marche slave），降b小調，作品31，是彼得·伊里奇·柴可夫斯基於1876年出版的交響诗。全曲演奏時長約10分鐘。此曲为庆祝俄罗斯帝國參與塞尔维亚-土耳其战争而寫。

## 背景
1876年6月，塞尔维亚和奥斯曼帝国之間爆發了塞尔维亚-土耳其战争（1876–1878年） 。俄罗斯帝國公开支持塞尔维亚。俄罗斯音乐协会委托柴可夫斯基為红十字会举办一场音乐会，并为受伤的塞尔维亚退伍军人提供帮助。 
柴可夫斯基在写作时，称这首曲子为他的“塞尔维亚-俄罗斯进行曲”。
此曲於1876年11月17日［儒略曆11月5日］在莫斯科首演，由尼古拉·鲁宾斯坦指挥。
这首曲子经常与柴可夫斯基的《1812序曲》一起表演，兩者都使用了俄羅斯國歌《天佑沙皇》的旋律。

## 結構
這首進行曲在形式和组织上都相當嚴謹且計畫周全。第一部分陰暗而沉重，描述土耳其人对塞尔维亚族的压迫。在進入第二部分之前，使用了两首塞尔维亚民歌做為過門：“Sunce jarko, ne sijaš jednako”（明亮的太阳，你並不平等地发光）以及“Rado ide Srbin u vojnike”（塞尔维亚人樂於成为一名士兵）。第二部分相對而言調性接近大調，描述俄罗斯人团结起来帮助塞尔维亚人。這部分以具有乡村舞蹈特征的简单旋律為基礎，在管弦乐團的各聲部中發展，直到結束於俄罗斯国歌“天佑沙皇”的庄严声明。乐曲的第三部分是柴可夫斯基常見的作曲手法，為近乎狂暴的管弦乐高潮，重申塞尔维亚人的求救呼声。最后一部分描述协助塞尔维亚族的俄罗斯志愿軍，使用俄罗斯風格的旋律，調性為主调大调，并加入了另一次炽热的“天佑沙皇”，预言斯拉夫人將戰胜奥斯曼帝国。整首進行曲以一段華麗的樂團合奏作結。
與《1812序曲》一樣，在苏联时期，该作品中的《天佑沙皇》部分被格林卡的歌剧《伊万·苏萨宁》中的合唱曲《光荣颂》所代替。

## 配器
- 木管：

两支长笛、两支短笛、两支双簧管、两支降B調单簧管、两支巴松管
- 銅管：

四支F調法國號、两支降B調短號、两支降B調小号、三支长号（两支中音、一支低音）、大号
- 打擊樂：

三顆定音鼓、军鼓、钹、大鼓、鑼
- 弦樂：

小提琴兩部、中提琴、大提琴、低音提琴

## 著名演出
- 阿德里安·博尔特爵士指挥伦敦爱乐乐团
- 安塔尔·多拉蒂指挥底特律交响乐团
- 查尔斯·杜图瓦指挥蒙特利尔交响乐团
- 赫伯特·冯·卡拉扬指挥柏林爱乐乐团
- 伯纳德·海廷克指挥阿姆斯特丹皇家音乐厅管弦乐团
- 弗里茨·莱纳指挥芝加哥交响乐团
- 伦纳德·斯拉特金（英语：Leonard Slatkin）指挥圣路易斯交响乐团
- 利奥波德·斯托科夫斯基指挥伦敦交响乐团
- 尼姆·賈維指挥哥德堡交响乐团
- 伦纳德·伯恩斯坦指挥以色列爱乐乐团
- 尤金·奥曼迪指挥费城管弦乐团
- 根納季·尼古拉耶維奇·羅日傑斯特文斯基指挥伦敦交响乐团
- 尤里·特米尔卡诺夫指挥皇家爱乐乐团
- 瓦列里·捷吉耶夫指挥马林斯基剧院管弦乐团

## 影響
这首曲子出现在許多遊戲配樂中，例如2015年的电子游戏輻射4。